# Shuifu
Shuifu léase Shuéi-Fu (en chino:水富市, pinyin:Shuǐfù shì) es un municipio bajo la administración directa de la ciudad-prefectura de Zhaotong. Se ubica al este de la provincia de Yunnan, sur de la República Popular China. Su área es de 319 km² y su población total para 2010 fue +100 mil habitantes.

## Administración
El 7 de septiembre de 2018 el condado Shuifu fue promovido a ciudad y se divide en 4 pueblos que se administran en 1 subdistrito y 3 poblados.